# Friedrich Immanuel Niethammer
Friedrich Immanuel Niethammer, più tardi Ritter von Niethammer (Beilstein (Baden-Württemberg), 6 marzo 1766 – Monaco di Baviera, 1º aprile 1848) è stato un filosofo, teologo e pedagogista tedesco.

## Biografia
Friedrich Immanuel ricevette la propria istruzione al monastero di Maulbronn e nel 1784 divenne studente presso la Tübinger Stift, dove conobbe Friedrich Hölderlin (1770-1843), Georg Wilhelm Friedrich Hegel (1770-1831) e Friedrich Wilhelm Joseph Schelling (1775-1854). Nel 1790 si trasferì a Jena, dove studiò filosofia kantiana sotto Karl Leonhard Reinhold (1757-1823). Successivamente, divenne professore associato di filosofia presso l'Università di Jena, dove rimase fino al 1804. Nel 1806 divenne amministratore della scuola superiore (Protestant Oberschulkommissar) della Franconia, e l'anno seguente divenne commissario centrale per l'istruzione e membro del Concistoro Generale della Baviera, approntando una riforma generale dell'istruzione della regione.
Nel 1797, con Johann Gottlieb Fichte (1762-1814), Niethammer fu co-editore del Philosophische Journal. Nel 1798 la rivista pubblicò il saggio Entwicklung des Begriffs der Religion (Sviluppo del concetto di religione) di Friedrich Karl Forberg, un saggio che Fichte aveva prefato con Über den Grund unsers Glaubens an eine göttliche Weltregierung (Motivi della nostra fede in un governo divino dell'universo). In reazione all'articolo vi furono anche accuse di ateismo, scatenando la cosiddetta Atheismusstreit del 1798-99 (Disputa sull'ateismo), un evento che alla fine portò alla partenza di Fichte nel 1799 da Jena.
Nel 1808 Niethammer pubblicò il Der Streit des Philanthropinismus und des Humanismus in Theorie des Erziehungs-Unterrichts unsrer Zeit (La disputa tra filantropismo e umanesimo nella teoria educativa del nostro tempo), un libro che era una reazione al filantropismo, una teoria educativa sviluppatasi durante l'illuminismo. Il filantropo valorizza l'istruzione pratica e fisica e respinge essenzialmente l'apprendimento meccanico dei classici. Niethammer era d'accordo con i filantropi sul fatto che un certo grado di autonomia fosse importante nell'educazione, ma trovava la loro filosofia di insegnamento troppo estrema. Credeva che il senso civico e la civiltà fossero essenziali nell'educazione di un bambino, e si sforzava di combinare il meglio del filantropo con il meglio dell'umanesimo, una parola che derivava dall'humanitas di Cicerone.

## Opere principali
- Ueber den Versuch einer Kritik aller Offenbarung; eine philosophische Abhandlung, 1792.
- Über Religion als Wissenschaft zur Bestimmung des Inhalts der Religionen und der Behandlungsart ihrer Urkunden, 1795
- Der Herausgeber des Philosophischen Journals gerichtliche Verantwortungsschriften : gegen die Anklage des Atheismus, (1799, Fichte's reply to the charge of atheism).
- Der Streit des Philanthropinismus und Humanismus in der Theorie des Erziehungs-Unterrichts unsrer Zeit, 1808.